# Barra do Guarita
Barra do Guarita is een gemeente in de Braziliaanse deelstaat Rio Grande do Sul. De gemeente telt 3.067 inwoners (schatting 2009).